# Serra de Puig d'Estela
La Serra de Puig d'Estela és una serra situada als municipis de Riudaura, a la comarca de la Garrotxa, i de Vallfogona de Ripollès, a la comarca del Ripollès, amb una elevació màxima de 1.361 metres.